# Raoul Pugno
Raoul Pugno (* 23. Juni 1852 in Montrouge; † 21. Dezember 1913jul. / 3. Januar 1914greg. in Moskau) war ein französischer Pianist, Organist, Komponist und Musikpädagoge.

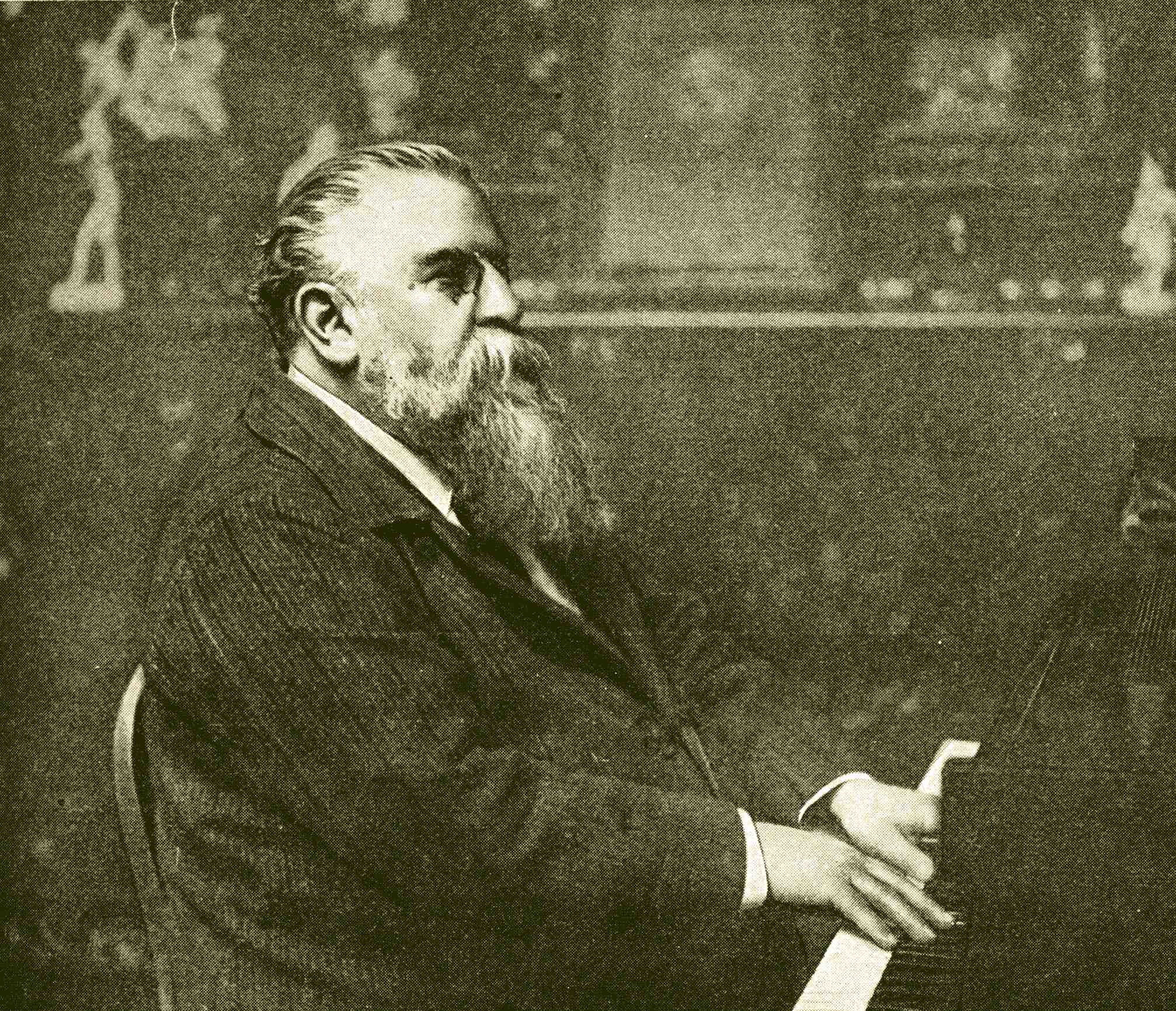
Raoul Pugno, 1914

## Leben
Raoul Stéphane Pugno stammte väterlicherseits aus Italien, seine Mutter kam aus Lothringen. Nachdem sein Vater in Paris am Quartier Latin einen Musikladen mit Instrumentenvermietung betrieb, wuchs auch der Sohn schon mit einem Klavier auf. Durch öffentliche Auftritte wurde er schon in jungen Jahren bekannt und Fürst Poniatowski vermittelte ihm einen freien Studienplatz an der Niedermeyerschen Kirchenmusikschule. Mit 14 Jahren wurde er von Ambroise Thomas am Pariser Konservatorium angenommen, wo er bis 1869 bei ihm Komposition, bei Georges Mathias, einem Schüler Chopins, Klavier und bei François Benoist Orgel studierte. Bei Wettbewerben errang er zahlreiche Preise; vom berühmten Rom-Preis war er als italienischer Staatsbürger aber ausgeschlossen. Gerüchte über Pugnos Beteiligung am Kommuneaufstand 1871 hemmten seine weitere Karriere, bis er dann doch Anfang 1872 die Stelle eines Organisten an der Kirche St. Eugène erhielt. 1877 wurde er Chorleiter und Kapellmeister am Théâtre Ventadour. 1892 berief man ihn als Professor für Harmonielehre ans Konservatorium, dort unterrichtete er bis 1901.
Ende 1893 kehrte Pugno nach langer Zeit wieder auf das Konzertpodium zurück. In einem Konzert des Konservatoriums spielte er Griegs Klavierkonzert in a-Moll und wurde vom Publikum begeistert gefeiert: es war der Beginn seiner internationalen Pianistenkarriere. Bald wurde er vor allem für seine Interpretation der Werke von Mozart, Chopin und Franck berühmt. Zusätzliche Bekanntheit verschafften ihm die gemeinsamen Auftritte mit dem berühmten belgischen Geiger Eugène Ysaÿe, mit dem er ab 1896 gemeinsam auftrat. Unter anderem interpretierten sie die Sonaten für Klavier und Violine Beethovens und brachten die von Albéric Magnard und Louis Vierne zur Uraufführung. Aber auch die Werke seiner zeitgenössischen Landsleute wie Fauré, Saint-Saëns und Chausson gehörten zu ihrem Repertoire. Auch mit Leopold Auer und mit Claude Debussy trat er gemeinsam auf, mit diesem spielte er z. B. am 8. Mai 1893 Wagners Rheingold in einer vierhändigen Klavierfassung. Tourneen führten ihn durch Europa, 1894 nach England und 1897/98 und 1903, gemeinsam mit Ysaÿe, nach Amerika.
Wohl als einer der ersten Pianisten überhaupt hatte Pugno internationale Erfolge mit seinen Tonaufnahmen. Zwischen April und November 1903 entstanden mit dem 51-Jährigen in Paris für Grammophone mehrere Aufnahmen mit fremden und eigenen Kompositionen. Bei den Aufnahmesitzungen im November begleitete er die Sängerin Maria Gay (1879–1945), die er auf eine Spanientournee kennengelernt hatte, unter anderem bei Werken von Bizet und Saint-Saëns und eigenen Liedkompositionen. Im September 1905 und erneut im März 1907 spielte er insgesamt 24 Notenrollen für das Reproduktionsklavier Welte-Mignon ein.
1904 wurde Pugno Bürgermeister von Gargenville im Département Yvelines, damals Seine-et-Oise, und er lernte die Schwestern Nadia und Lili Boulanger am Konservatorium kennen. Die Boulangers zogen in die Nähe des zu Gargenville gehörenden Weiler Hanneucourt, wo Pugno wohnte. Die ländliche Gegend wurde in der Folge dann von so illustren Gästen wie Paul Valéry – seine Frau war Pugnos Privatschülerin –, Gabriele D’Annunzio, Wilhelm Mengelberg, Camille Saint-Saëns, Jacques Thibaud, Émile Verhaeren und Eugène Ysaÿe besucht. Nadia Boulanger wurde seine bevorzugte Duopartnerin. Die enge künstlerische Zusammenarbeit zwischen beiden führte zu gemeinsamen Konzertreisen, bei denen er als Pianist und sie als Dirigentin auftraten. Es entstanden auch gemeinsame Kompositionen.
Pugno starb während einer Konzertreise durch Russland.

## Schüler
- Marion Bauer (1882–1955)
- Nadia Boulanger (1887–1979)
- Germaine Schnitzer (1888–1982)
- Henri Février (1875–1957)
- Philippe Gaubert (1879–1941)
- Lenore Ripke-Kühn (1878–1955)
- Boris Markewitsch, Vater von Igor Markevitch
- Magda Tagliaferro (1893–1986)
- Jakow Tkatsch, Lehrer von Emil Gilels
- Henri Woollett (1864–1936)
- Juliusz Wolfsohn (1880–1944)

## Auszeichnungen
- 1906: Verleihung der Ehrenmitgliedschaft der Royal Philharmonic Society

## Sonstiges
Leopold Godowsky war einmal bei einem Konzert, bei dem Pugno eigene Werke spielte. Nachher um seine Meinung befragt, antwortete Godowsky: „Mir scheint, Pugno schreibt zuerst den Fingersatz und fügt dann die Noten dazu.“

## Werke

### Notenausgaben
Im Jahr 1902 brachte Pugno das Werk von Frédéric Chopin bei der Universal Edition in einer nach den Original-Überlieferungen revidierten, mit Fingersätzen und Vortragszeichen versehenen neue Ausgabe heraus:
- Ballades et Impromptus. Universal Edition, Wien 1902, U.E.345.
- Mazurkas. Universal Edition, Wien o. J., U.E. 342.
- Nocturnes. Universal Edition, Wien 1902, U.E. 344.
- Polonaises. Universal Edition, Wien 1902, U.E. 343.
- Préludes & Rondos. Universal Edition, Wien o. J., U.E. 348.
- Scherzos u. Fantaisie. Universal Edition, Wien o. J., U.E. 346.
- Sonaten. Universal Edition, Wien 1902, U.E. 349.
- Valses. Universal Edition, Wien o. J., U.E. 341.
- Concerte. Universal Edition, Wien o. J., U.E.351 und U.E. 352.

### Kompositionen
Operetten
- A qui la troupe, UA 1877 in Asnières
- Ninetta, UA 23. Dezember 1882 in Paris
- La brigue Dondaine, UA 1886 in Paris
- Le sosie, UA 7. Oktober 1887 in Paris
- Le valet de cœur, UA 19. April 1888 in Paris
- La vocation de Marius, UA 29. März 1890 in Paris
- La petite Poucette, UA 1891 in Paris

Ballette
- Le Chevalier aux fleurs, Ballettpantomime in zwölf Bildern nach Paul-Armand Silvestre, Musik gemeinsam mit André Messager
- Viviane, Ballett in fünf Akten nach Edmond Gondinet; UA 28. Oktober 1886 in Paris (Eden-Théâtre)

Opern und Oratorien
- Le Retour d’Ulysse. Komische Oper in drei Akten nach Fabrice Carre; UA 1. Februar 1889 in Paris
- La ville morte Oper nach Gabriele D’Annunzio, Musik gemeinsam mit Nadia Boulanger. Die für November 1914 geplante Uraufführung kam wegen des Ausbruchs des Ersten Weltkriegs nicht zustande.
- La résurrection de Lazare (Die Auferstehung des Lazarus) Oratorium, UA 1879

Klavierkompositionen
- Valse lente
- La Sérénade à la Lune
- Impromptu

Lieder
- Heures claires Liederzyklus, Musik gemeinsam mit Nadia Boulanger (1909)

## Diskografie
1903 entstanden mit Raoul Pugno die Aufnahmen folgender Werke:
- Georges Bizet: Carmen: Les tringles des sistres tintaient (Was ist des Zigeuners höchste Lust) mit Maria Gay
- Alexis Emanuel Chabrier: Pièces pittoresques Nr. 10 Scherzo-Valse
- Frédéric Chopin: Nocturne Nr. 5 Fis-Dur op. 15 Nr. 2
- Frédéric Chopin: Impromptu Nr. 1 As-Dur op. 29
- Frédéric Chopin: Klaviersonate Nr. 2 b-Moll op. 35 (mit dem Trauermarsch): 3. Satz Trauermarsch
- Frédéric Chopin: Walzer Nr. 2 As-Dur op. 34 Nr. 1 (Valse brillante)
- Frédéric Chopin: Berceuse Des-Dur op. 57
- Frédéric Chopin: Grande Polonaise Es-dur op. 22
- Georg Friedrich Händel: Suite für Cembalo Nr. 14 G-Dur
- Franz Liszt: Ungarische Rhapsodie für Klavier Nr. 11 a-Moll
- Jules Massenet: Valse folle
- Felix Mendelssohn Bartholdy: Fantasie für Klavier op. 16 (3 Capriccios): Nr. 2 Scherzo e-Moll
- Felix Mendelssohn Bartholdy: Lieder ohne Worte Nr. 3 A-Dur op. 19 Nr. 3 Jägerlied
- Felix Mendelssohn Bartholdy: Lieder ohne Worte Nr. 34 C-Dur op. 67 Nr. 4 Spinnerlied
- Raoul Pugno: Valse lente
- Raoul Pugno: La Sérénade à la Lune
- Raoul Pugno: Impromptu
- Raoul Pugno: Page d’amour, mit Maria Gay
- Camille Saint-Saëns: Melodies Persane op. 26 Nr. 1 La brise
- Domenico Scarlatti: Sonate A-Dur K 24
- Carl Maria von Weber: Rondo brillante Es-dur op. 62

Heute sind die Einspielungen auf CDs in verschiedenen Zusammenstellungen und zum Teil auch mit verschiedenen anderen zeitgenössischen Pianisten neu veröffentlicht worden, unter anderem auf:
- Opal CD 9386, 9850
- EMI 27 0448 1: Franz Liszt: Klavieraufnahmen auf Welte-Mignon
- Teldec 8.43930: Welte-Mignon 1905. Berühmte Pianisten der Jahrhundertwende spielen Chopin
- Tudor (Zürich) 7104: Welte-Mignon Piano / Hotel Waldhaus Sils Maria. CD 2001.
- GSM (Gesellschaft für Selbstspielende Musikinstrumente e. V.) - HB 80 300 Die Elite der Pianisten des frühen 20. Jahrhunderts auf Welte Mignon I. Teil.
- MARSTON 52054-2
- Naxos Historical 8.110678
- The Piano G & Ts, Volume 2 (1997)